# クリスチャン・プルシック
- クリスチャン・プルシック
- クリスチャン・プリシック
- クリスチャン・プリシッチ
- クリスティアン・プルシック
- クリスティアン・プリシック
- クリスティアン・プリシッチ
- クリスティヤン・プルシック
- クリスティヤン・プリシック
- クリスティヤン・プリシッチ

クリスチャン・マテイ・プルシック（Christian Mate Pulisic; [ˈmɑːteɪ pəˈlɪsɪk, ˈpʊlɪʃɪtʃ]、クロアチア語: Christian Mate Pulišić; 発音: [krǐstijan mǎːte pǔliʃitɕ]、1998年9月18日 - ）は、アメリカ合衆国・ペンシルベニア州ハーシー出身のサッカー選手。セリエA・ACミラン所属。アメリカ代表。ポジションはFW、MF。
姓のプルシックは英語読みであり、同じく英語読みのプリシック、またはクロアチア語読みのプリシッチとも表記される。

## クラブ経歴

### アメリカ時代
祖父がクロアチア出身、1990年代のインドアサッカーのプロ選手であった父のもとにアメリカ合衆国のペンシルバニアで生まれた。そのため、クロアチア国籍も取得している。7歳の時に1年間イングランドで生活し、ブラックリー・タウンFCのユースチームでプレーした。ドイツのボルシア・ドルトムントは早速獲得を打診し、2015年2月、父親とともにドイツへ渡りU-17ボルシア・ドルトムントと契約した。

### ドルトムント
それからわずか半年後の7月には16歳ながらU-19に昇格し、さらに半年が経過した2016年1月、トーマス・トゥヘル監督によりドバイ合宿に招集された。2016年1月30日に行われたブンデスリーガ第19節のFCインゴルシュタット04戦で、アドリアン・ラモスとの交代で17歳133日でブンデスリーガデビューを果たした。トーマス・トゥヘルの下でブレイクし、一躍ドルトムントの中心選手に躍り出た。
2018-19シーズンにリュシアン・ファーヴルが監督に就任すると、怪我の影響もあって出番が減り、リーグ戦20試合の出場に留まった。

### チェルシー
2019年1月2日、チェルシーはボルシア・ドルトムントと完全移籍で合意したと発表した。シーズン終了までドルトムントにレンタル移籍の形で残留し、2019-20シーズンからチェルシーに合流することになった。
プレシーズンでは背番号24番を着用していたが、2019年8月3日に背番号は22番になることが発表された。ウィリアンが2018-19シーズンまでつけていた番号を引き継いだ。その夏にチェルシーはエースのエデン・アザールを放出していたため、ポストアザールとして期待されていた。しかしベンチスタートが長く続くなど出場機会に恵まれず、10月には加入早々ながら冬に移籍するという話題が浮上した。チェルシーデビューは黒星に終わったマンチェスター・ユナイテッド戦。この時は途中出場にとどまったが、数日後のUEFAスーパーカップ、リヴァプール戦でスタメンデビュー。オリヴィエ・ジルーの先制点をアシストした。しかしチームは敗れた。2019年10月26日、バーンリー戦で移籍後初ゴールを決めると、その後2ゴールを決め、同試合でクラブ史上最年少となる21歳38日でのハットトリックを達成した。ワトフォード、クリスタルパレス戦勝利に貢献すると、アヤックス相手にもそのポテンシャルを遺憾なく発揮し4-4の引き分けへと持ち込んだ。FAカップ決勝のアーセナル戦ではジルーのポストプレーから先制ゴールを決めたが、負傷交代を強いられ、チームも1-2と敗れた。
2020-21シーズンより、ウィリアンが着用していた背番号10番を着用することが発表された。ジョー・コールやフアン・マタ、エデン・アザールが着用していた番号である。その後、クラスノダール戦では今季初ゴールも決めたが、バーンリーでのウォーミングアップ中ハムストリングに違和感感じて、先発メンバーから外れた。さらに1ヶ月間の離脱を余儀なくされた。復帰2戦目のリーズ戦では、終盤に試合を決定づけるゴールを決めた。3月のチャンピオンズリーグ、アトレティコ・マドリード戦では、マルコス・アロンソのバーンリー戦でのゴール、エメルソンのゴールなど、トゥヘル監督就任後2つ目のゴールを生み出した。4月には、ウェストブロムウィッチアルビオンとクリスタルパレスの2試合でリーグ戦3ゴールを挙げた。2021年4月14日に行われたポルト戦でマンオブザマッチに選ばれた。2021年4月28日に行われたチャンピオンズリーグ準決勝1stレアルマドリード戦でゴールを決めた。2021年5月30日のUEFAチャンピオンズリーグ決勝にも途中出場しアメリカ人選手としては初のチャンピオンズリーグ決勝戦出場、初優勝を経験した。
2021-22シーズン途中にフランク・ランパードが解任され、ドルトムントで共闘したトーマス・トゥヘルと再会するが、スタメン起用を示唆されながら試合直前にカイ・ハフェルツが代わって先発出場したことに絶望するなど良好な関係を築けていたわけではなかった。開幕戦のクリスタルパレス戦でゴールを決めた。11月に行われたレスターとの対戦では、ハキム・ツィエクのクロスに反応し、3-0の勝利を収めた。チャンピオンズリーグ、リール戦でホームとアウェーの両方でゴールを決めた。2022年2月のカラバオカップ決勝、リヴァプール戦でチェルシー通算100試合出場した。
2022-23シーズンはトゥヘルが9月に解任されグレアム・ポッターが新監督に就任するまで公式戦187分の出場に留まり控えとなった。10月8日に行われたウォルバーハンプトン・ワンダラーズ戦でシーズン初得点を記録した。

### ACミラン
2023年7月13日、プリシッチはセリエAのACミランに移籍し、2027年6月30日までの4年契約を締結した。彼は、かつてズラタン・イブラヒモビッチが着用していた背番号11を与えられた。この移籍は最大2200万ユーロの契約で成立した。8月21日、プリシッチはミランでのセリエAデビューを果たし、ボローニャ戦でチームの2点目を決め、2-0の勝利に貢献した。このゴールにより、彼はヨーロッパのトップ5リーグのうち3つのリーグでゴールを決めた初のアメリカ人選手となった。

## 代表経歴
2013年に14歳でU-15アメリカ合衆国代表デビューを果たすと、そのわずか2カ月半後にはU-17同代表に飛び級で招集された。2016年3月28日のワールドカップ予選、グアテマラ戦でA代表デビュー。同年5月28日のボリビアとの親善試合で代表初得点を挙げた。
2022年11月9日、2022 FIFAワールドカップに挑むメンバーの1人に選出された。本大会のグループリーグ初戦のウェールズ戦ではティモシー・ウェアの先制点をアシストしたが、試合は1-1の引き分けに終わった。続くイングランド戦も引き分けたことで、グループステージ突破には勝利が必要な状況で迎えた最終節イラン戦。ウェストン・マッケニーのロブパスを受けたセルジーニョ・デストが頭で折り返したボールを体ごと押し込んでゴールを決めた。このゴールが決勝点となり、アメリカは2大会ぶりのグループステージ突破を果たした。

## 個人成績
| クラブ       | シーズン | リーグ         | リーグ戦 | リーグ戦 | カップ戦 | カップ戦 | リーグ杯 | リーグ杯 | 国際大会 | 国際大会 | その他 | その他 | 合計 | 合計 |
| クラブ       | シーズン | リーグ         | 出場     | 得点     | 出場     | 得点     | 出場     | 得点     | 出場     | 得点     | 出場   | 得点   | 出場 | 得点 |
| ------------ | -------- | -------------- | -------- | -------- | -------- | -------- | -------- | -------- | -------- | -------- | ------ | ------ | ---- | ---- |
| ドルトムント | 2015–16  | ブンデスリーガ | 9        | 2        | 0        | 0        | -        | -        | 3        | 0        | 0      | 0      | 12   | 2    |
| ドルトムント | 2016–17  | ブンデスリーガ | 29       | 3        | 4        | 1        | -        | -        | 10       | 1        | 0      | 0      | 43   | 5    |
| ドルトムント | 2017-18  | ブンデスリーガ | 32       | 4        | 1        | 0        | -        | -        | 8        | 0        | 1      | 1      | 42   | 5    |
| ドルトムント | 2018-19  | ブンデスリーガ | 20       | 4        | 3        | 2        | -        | -        | 7        | 1        | 0      | 0      | 30   | 7    |
| ドルトムント | 通算     | 通算           | 90       | 13       | 8        | 3        | -        | -        | 28       | 2        | 1      | 1      | 127  | 19   |
| チェルシー   | 2019-20  | プレミアリーグ | 25       | 9        | 2        | 1        | 2        | 0        | 4        | 1        | 1      | 0      | 34   | 11   |
| チェルシー   | 2020-21  | プレミアリーグ | 27       | 4        | 6        | 0        | 0        | 0        | 10       | 2        | 0      | 0      | 43   | 6    |
| チェルシー   | 2021-22  | プレミアリーグ | 22       | 6        | 4        | 0        | 3        | 0        | 9        | 2        | 0      | 0      | 38   | 8    |
| チェルシー   | 2022-23  | プレミアリーグ | 24       | 1        | 0        | 0        | 1        | 0        | 5        | 0        | 0      | 0      | 30   | 1    |
| チェルシー   | 通算     | 通算           | 98       | 20       | 12       | 1        | 6        | 0        | 28       | 5        | 1      | 0      | 145  | 26   |
| ミラン       | 2023-24  | セリエA        | 36       | 12       | 2        | 0        | -        | -        | 12       | 3        | -      | -      | 50   | 15   |
| ミラン       | 2024-25  | セリエA        | 34       | 11       | 2        | 2        | 5        | 0        | 9        | 4        | -      | -      | 50   | 17   |
| ミラン       | 通算     | 通算           | 70       | 23       | 4        | 2        | 5        | 0        | 21       | 7        | -      | -      | 100  | 32   |
| 総通算       | 総通算   | 総通算         | 258      | 56       | 24       | 6        | 11       | 0        | 77       | 14       | 2      | 1      | 372  | 77   |

## 代表歴

### 出場大会
- サッカーアメリカ代表
  - 2016年 - コパ・アメリカ・センテナリオ（ベスト4）
  - 2022 FIFAワールドカップ

### 試合数
- 国際Aマッチ 78試合 32得点（2016年- ）[18]

| アメリカ代表 | 国際Aマッチ | 国際Aマッチ |
| 年           | 出場        | 得点        |
| ------------ | ----------- | ----------- |
| 2016         | 11          | 3           |
| 2017         | 9           | 6           |
| 2018         | 3           | 0           |
| 2019         | 11          | 5           |
| 2021         | 8           | 3           |
| 2022         | 14          | 5           |
| 2023         | 8           | 6           |
| 2024         | 12          | 4           |
| 2025         | 2           | 0           |
| 通算         | 78          | 32          |

### 得点
| #   | 開催日         | 開催地                                                   | 対戦国                           | スコア | 結果 | 試合概要                                       |
| --- | -------------- | -------------------------------------------------------- | -------------------------------- | ------ | ---- | ---------------------------------------------- |
| 1.  | 2016年5月29日  | カンザスシティ、チルドレンズ・マーシー・パーク           | ボリビア                         | 4–0    | 4–0  | 親善試合                                       |
| 2.  | 2016年9月2日   | キングスタウン、アーノス・ベイル・スタジアム             | セントビンセント・グレナディーン | 0–4    | 0–6  | 2018 FIFAワールドカップ・北中米カリブ海予選    |
| 3.  | 2016年9月2日   | キングスタウン、アーノス・ベイル・スタジアム             | セントビンセント・グレナディーン | 0–6    | 0–6  | 2018 FIFAワールドカップ・北中米カリブ海予選    |
| 4.  | 2017年3月24日  | サンノゼ、アバイア・スタジアム                           | コスタリカ                       | 4–0    | 6–0  | 2018 FIFAワールドカップ・北中米カリブ海予選    |
| 5.  | 2017年6月3日   | サンディ、リオ・ティント・スタジアム                     | ベネズエラ                       | 1–1    | 1–1  | 親善試合                                       |
| 6.  | 2017年6月8日   | デンバー、ディックス・スポーティング・グッズ・パーク     | トリニダード・トバゴ             | 1–0    | 2–0  | 2018 FIFAワールドカップ・北中米カリブ海予選    |
| 7.  | 2017年6月8日   | デンバー、ディックス・スポーティング・グッズ・パーク     | トリニダード・トバゴ             | 2–0    | 2–0  | 2018 FIFAワールドカップ・北中米カリブ海予選    |
| 8.  | 2017年10月6日  | オーランド、オーランド・シティ・スタジアム               | パナマ                           | 1–0    | 4–0  | 2018 FIFAワールドカップ・北中米カリブ海予選    |
| 9.  | 2017年10月10日 | クーバ、アト・ボルドン・スタジアム                       | トリニダード・トバゴ             | 2–1    | 2–1  | 2018 FIFAワールドカップ・北中米カリブ海予選    |
| 10. | 2019年3月26日  | ヒューストン、PNCスタジアム                              | チリ                             | 1–0    | 1–1  | 親善試合                                       |
| 11. | 2019年6月22日  | クリーブランド、ファーストエナジー・スタジアム           | トリニダード・トバゴ             | 4–0    | 6–0  | 2019 CONCACAFゴールドカップ                    |
| 12. | 2019年7月3日   | ナッシュビル、ニッサン・スタジアム                       | ジャマイカ                       | 2–0    | 3–1  | 2019 CONCACAFゴールドカップ                    |
| 13. | 2019年7月3日   | ナッシュビル、ニッサン・スタジアム                       | ジャマイカ                       | 3–1    | 3–1  | 2019 CONCACAFゴールドカップ                    |
| 14. | 2019年10月11日 | ワシントンD.C.、アウディ・フィールド                     | キューバ                         | 7–0    | 7–0  | 2019 CONCACAFネーションズリーグ                |
| 15. | 2021年3月28日  | ベルファスト、ウィンザー・パーク                         | 北アイルランド                   | 0–2    | 1–2  | 親善試合                                       |
| 16. | 2021年6月6日   | デンバー、エンパワー・フィールド・アット・マイル・ハイ   | メキシコ                         | 3–2    | 3–2  | 2019 CONCACAFネーションズリーグ                |
| 18. | 2022年2月2日   | セントポール、アリアンツ・フィールド                     | ホンジュラス                     | 3–0    | 3–0  | 2022 FIFAワールドカップ・北中米カリブ海3次予選 |
| 19. | 2022年3月27日  | オーランド、オーランド・シティ・スタジアム               | パナマ                           | 1–0    | 5–1  | 2022 FIFAワールドカップ・北中米カリブ海3次予選 |
| 20. | 2022年3月27日  | オーランド、オーランド・シティ・スタジアム               | パナマ                           | 4–0    | 5–1  | 2022 FIFAワールドカップ・北中米カリブ海3次予選 |
| 21. | 2022年3月27日  | オーランド、オーランド・シティ・スタジアム               | パナマ                           | 5–0    | 5–1  | 2022 FIFAワールドカップ・北中米カリブ海3次予選 |
| 22. | 2022年11月29日 | ドーハ、アル・トゥマーマ・スタジアム                     | イラン                           | 0–1    | 0–1  | 2022 FIFAワールドカップ・グループB             |
| 23. | 2023年3月25日  | グレナダ、キラニ・ジェームス・アスレチックス・スタジアム | グレナダ                         | 1–5    | 1–7  | CONCACAFネーションズリーグ                     |
| 24. | 2023年6月16日  | イーストラザフォード、メットライフ・スタジアム           | メキシコ                         | 1–0    | 3–0  | CONCACAFネーションズリーグ                     |
| 25. | 2023年6月16日  | イーストラザフォード、メットライフ・スタジアム           | メキシコ                         | 2–0    | 3–0  | CONCACAFネーションズリーグ                     |
| 26. | 2023年9月10日  | シティパーク                                             | ウズベキスタン                   | 3-0    | 3-0  | 親善試合                                       |
| 27. | 2023年10月14日 | レンチュラー・フィールド                                 | ドイツ                           | 1-0    | 1-3  | 親善試合                                       |
| 28. | 2023年10月18日 | ジオディス・パーク                                       | ガーナ                           | 2-0    | 4-0  | 親善試合                                       |
| 29. | 2024年6月13日  | キャンピング・ワールド・スタジアム                       | ブラジル                         | 1-1    | 1-1  | 親善試合                                       |
| 30. | 2024年6月24日  | AT&Tスタジアム                                           | ボリビア                         | 1-0    | 2-0  | コパ・アメリカ2024                             |
| 31. | 2024年9月11日  | TQLスタジアム                                            | ニュージーランド                 | 1-0    | 1-1  | 親善試合                                       |
| 32. | 2024年11月19日 | シティパーク                                             | ジャマイカ                       | 1-0    | 4-2  | CONCACAFネーションズリーグ                     |

## タイトル

### クラブ
ドルトムント
- DFBポカール : 2016-17

チェルシー
- UEFAチャンピオンズリーグ : 2020-21
- UEFAスーパーカップ: 2020-21
- FIFAクラブワールドカップ : 2022

ミラン
・スーペルコッパ・イタリアーナ：2025

### 代表
アメリカ合衆国代表
- CONCACAFネーションズリーグ : 2020,2023

### 個人
- アメリカ年間最優秀若手選手賞 : 2016
- アメリカ年間最優秀選手賞 : 2017, 2019, 2021